# Marquesado de Lara
El Marquesado de Lara es un título nobiliario español creado el 10 de diciembre de 1739 por el rey Felipe V a favor de Nicolás Manrique de Lara y Polanco, XXIII Señor de Amusco y Redecilla. Ministro togado del Consejo de Guerra.

## Marqueses de Lara
|                                 | Titular                                               | Periodo               |
| Creación por Felipe V           | Creación por Felipe V                                 | Creación por Felipe V |
| ------------------------------- | ----------------------------------------------------- | --------------------- |
| I                               | Nicolás Manrique de Lara y Polanco                    | 1739                  |
| II                              | Francisco Manrique de Lara Polanco de Guzmán y Rivera |                       |
| III                             | Nicolás Manrique de Lara y Carrillo de Albornoz       |                       |
| IV                              | Francisco Manrique de Lara y Carvajal Vargas          | 1814-1815             |
| V                               | Francisco de Borja Manrique de Lara y Muñoz           | + 1816                |
| VI                              | María del Carmen Manrique de Lara y Muñoz             | ? - 1856              |
| .                               | .                                                     |                       |
| Rehabilitación por Alfonso XIII |                                                       |                       |
| VII                             | Eugenio de Mazarredo y Tamarit                        | 1915-1925             |
| VIII                            | Fernando de Mazarredo y Trenor                        | 1925-1984             |
| "IX"                            | "Eugenio de Mazarredo e Iriarte"                      | 1984-1995 (anulado)   |
| X                               | José Calabuig y Mazarredo                             | 1996-2014             |
| XI                              | José María Calabuig y Ponce de León                   | 2015-actual titular   |

## Historia de los Marqueses de Lara
- Nicolás Manrique de Lara y Polanco, I marqués de Lara, XXIII señor de Amusco y gobernador del Consejo y Cámara de Castilla.

Casó con María Magdalena de Carvajal-Vargas y Brun. Le sucedió:
- Francisco Carlos Manrique de Lara y Polanco de Guzmán y Rivera (n. en 1705 – 1784), II marqués de Lara, contador mayor del Tribunal de Cuentas de Lima.

Casó con Rosa María Carrillo de Albornoz y Bravo de Lagunas, hija del IV Conde de Montemar. Tuvieron por hijo:
- Nicolás Próspero Manrique de Lara y Carrillo de Albornoz (Lima, 1745-1814), III marqués de Lara, intendente gobernador de Huamanga y contador mayor del Tribunal de Cuentas de Lima.

Casó con María Magdalena de Carvajal Vargas y Brun, hija de Fermín Francisco de Carvajal Vargas, I Duque de San Carlos. Le sucedió su hijo:
- Francisco Pío Manrique de Lara y Carvajal Vargas (Lima, 1778-1815), IV marqués de Lara, coronel de los Reales Ejércitos y del Ejército del Perú.

Casó en 1811 con María Josefa Muñoz y Bravo de Castilla, II Marquesa de Casa Muñoz. Le sucedió su hijo:
- Francisco de Borja Manrique de Lara y Muñoz, V marqués de Lara XXV Señor de Amusco, sin descendientes, le sucedió su hermana:

- María del Carmen Manrique de Lara y Muñoz (Lima, 1812-1856), VI marquesa de Lara

Casó en 1825 con el coronel Andrés María Álvarez y Armas. Falleció en un accidente ferroviario en Bellavista, sin sucesión.
Rehabilitado en 1915 por:
- Eugenio de Mazarredo y Tamarit (1864-1925), VII marqués de Lara.

Casó con Amparo de Trenor y Palavicino. Le sucedió, en 1925, su hijo:
- Fernando de Mazarredo y Trenor (n. en 1903), VIII marqués de Lara. Sin descendientes. Le sucedió el hijo de su hermano Rafael de Mazarredo y Trenor, que casó con María Iriarte y Swartz, por tanto sobrino del octavo marqués:

- Eugenio de Mazarredo e Iriarte, "IX marqués de Lara", que ostentó el título de desde 1984 a 1995, en que le fue anulada la Carta de Sucesión, por sentencia judicial, otorgando el marquesado de Lara, a un hijo de María de los Desamparados de Mazarredo y Trenor, hermana del octavo marqués de Lara que había casado con Pedro Calabuig y Trenor, por tanto sobrino también del octavo marqués:

- José Calabuig y Mazarredo, X marqués de Lara.

Casó con María Luisa Ponce de León y Martínez de Prada. Le sucede el hijo de ambos:
- José María Calabuig y Ponce de León, XI marqués de Lara, desde 2015.